# 走茎变豆菜
走茎变豆菜（学名：Sanicula orthacantha var. stolonifera）为伞形科变豆菜属的变种。分布于中国大陆的四川等地，生长于海拔2,300米至2,450米的地区，常生长在山顶上，目前尚未由人工引种栽培。